# Дамир Каракаш
Дамир Каракаш (Плашћица, Бриње, 1967) хрватски је књижевник.

## Биографија
Његови преци, као и већина житеља Плаћишце, били су дио усташког покрета. Рођен је у сиромашној породици која се бавила сточарством.
Након студија у Загребу, живио је у Бордоу и Паризу гдје је студирао француски језик, излагао концептуaлне радове и зарађивао од свирања хармонике на улици.
У прозним дјелима се бави родном Ликом и користи локални лички говор.
Књижевна дјела су му преведена на десетак језика. Живи и ради у Загребу.

## Награде
- Награда „Фриц“[3]
- Награда „Кочићево перо“[3]
- Награда Тпортала за најбољи роман године[3]
- Награда Меша Селимовић (2021)[3]

## Дела
Путописи
- Босанци су добри људи, књига путописа

Збирке прича
- Ескими
- Пуковник Беетховен
- Кино Лика

Драме
- Скоро никада не закључавамо
- Снајпер и Авијатичари

Романи
- Комбетари
- Како сам ушао у Еуропу
- Сјајно мјесто за несрећу
- Блуе Моон
- Сјећање шуме
- Прослава
- Окретиште
- Потоп